# Нідзьо Тамейо
Нідзьо Тамейо (*二条為世, 1250  —18 вересня 1338) — середньовічний японський державний діяч, поет періду Камакура.

## Життєпис
Походив зі знатного роду Нідзьо, однієюї з гілок Північних Фудзівара. Старший син Нідзьо Тамеудзі, засновника поетичної школи Нідзьо, та доньки Асукаі Норісади. Народився 1250 року. Виховувався під орудою батька. Замолоду виявив хист до поезії.
У 1282 році розпочав службу при імператорському дворі, ставши прихильником Південної лінії імператорського дому. Найбільшого кар'єрного зростання досяг при імператорах саме з цієї гілки — Ґо-Нідзьо і Ґо-Дайґо, досягши зрештою старшого другого рангу й посади почесного старшого державного радника.
Після смерті батька у 1286 році очолив гурток Нідзьо. Його учнями стали поети Дзьобен, Йосіда Кенко, Тон'а, Кейун, що отримали призвісько «Чотири небесні королі ваки».
У 1308 році вступив в суперечку зі стриєчним братом Кьоґоку Тамекане щодо складання чергової імператорської антології. До цього долучилася політика, оскільки тамекане був прихильником Північної лінії, представником якої був панівний імператор Ханадзоно. В результаті Нідзьо Тамейо втратив вплив при дворі. Але зберіг підтримку ексімператора Ґо-Уда й відновив вплив за імператора Ґо-Дайго.
1329 року стає буддистським ченцем під ім'я Мьосаку. Помер у 1338 році.

## Творчість
Був автором віршів у жанрі вака. Його вірші увійшли до 4 імператорських антологій, насамперед це стосується 177 творів в збірці «Сокусюі вака-сю», 21 вірш — в «Нідзьо ітіді-дай-сю». Усі його вірші нащадки розмістили у збірці «Тамейо-сю» вже після смерті Нідзьо Тамейо. Складав вірші також у жанрі ренга, які увійшли до збірки «Цукуба-сю».
Є автором поетичного трактату «Вака тейкін» й розокремлених записів «Ґодзьо-ґіре» (Уривки з Ґодзьо).
Протягом 1301—1303 років на замовлення ек-імператора Ґо-Уда впорядкував 13-у імператорську поетичну антологію «Сін ґосен вака-сю» («Новий варіант раніше складеної збірки японських пісень»), що складалася з 1970 віршів (частина з них належада Нідзьо Тамейо). 26 січня 1304 року представив її Ґо-Уда.
1320 року також впорядкував іншу антологію «Сьоку сендзай вакашю». Створив власну приватну антологію «Соку ґен'йо-шю».